# Mount Moriya
Mount Moriya (englisch; bulgarisch връх Мория wrach Morija) ist ein vereister, abgerundeter und 1700 m hoher Berg an der Nordenskjöld-Küste des Grahamlands auf der Antarktischen Halbinsel. Er ragt 1,9 km südlich des Mrahori Saddle, 14,2 km südwestlich des Tillberg Peak, 15,1 km nordnordwestlich des im Kap Fairweather auslaufenden Grats und 3,17 km ostnordöstlich des Mount Persenk auf. Der Rogosch-Gletscher liegt südlich und nordwestlich, der Slokutschene-Gletscher ostnordöstlich und der Rissimina-Gletscher südöstlich von ihm.
Britische Wissenschaftler kartierten ihn 1978. Die bulgarische Kommission für Antarktische Geographische Namen benannte ihn 2012 nach der mittelalterlichen Festungsanlage Morija im Westen Bulgariens.